# البعثة الصينية للقارة القطبية الجنوبية
بدأت الصين في وضع أول إستراتيجية لبعثات القطب الجنوبي في 1960 ومنذ تأسيسها بدأت الدولة إدارة المحيطات ( SOA ). ومنذ عام 1980 كانت 16 دولة قد أنشأت 100 محطة موسمية للأبحاث في القطب الجنوبي ولكن لم تكن الصين واحدة من تلك الدول، وفي ذلك العام أيضا قضى 2 من العلماء الصينين الصيف في محطة الأبحاث الأسترالية في القطب الجنوبي، وكانت هذه أول مرة تطأ فيه أقدام الصينين القطب الجنوبي ومنذ حينها بدأ النمو السريع للأبحاث الصينية في القطب الجنوبي. تمتلك الصين حتى الآن 3 محطات بحثية هي:
1. محطة أبحاث الحائط العظيم
2. محطة أبحاث تشونغشان
3. محطة كونلون للابحاث

وتمتلك أيضا سفينة أبحاث شيويهلونغ ( Xuě Lóng ) أو التنين الثلجى.

## التأسيس ومحطة ابحاث السور العظيم
في يونيو 1983 انضمت الصين إلى المعاهدة الدولية للقطب الجنوبي. وفي نوفمبر 1984 ابحرت أول رحلة استكشافية إلى القطب الجنوبي من ميناء شنغهاى. ابحرت السفينتان Xiangyanghong رقم 10 و السفينة الإنقاذ J121 التي وفرت الدعم اللوجيستي، حاملين 591 من العلماء، عمال البناء وافراد الطاقم و500 طن من مواد البناء إلى الجنوب. احتاج الفريق إلى الإبحار في المحيط الهادئ لذلك ابحروا خلال خطوط العرض 93 وخطوط الطول 180. وفي خلال شهر كان الفريق قطع 23,000 ميلا بحريا.
وصل الفريق إلى جزيرة الملك جورج في الجزء الغربي من القطب الجنوبي. وفي ديسمبر 1984 قضى الباحثين وعمال البناء الشهرين التاليين في بناء محطة الحائط العظيم أولى المحطات الصينية للأبحاث. الظروف المناخية الحادة أدت إلى بذل الكثير من المتطلبات المادية والعقليه من عمال البناء تقع محطة السور العظيم في شبه الجزيرة فيلدز غرب جزيرة الملك جورج في مواجهة شاطئ الحائط العظيم إلى الشرق من مدخل صغير لشاطئ ماكسويل ( 62o12′59″ غربا,58o57′52″ شرقا ) وتم الانتهاء منها في 20 فبراير 1985 الموقع يشمل منطقة واسعه من الخليج واعماق المحيط وجبال مغطاه بالثلوج التي تكون مصادر للمياه.
في أكتوبر 1985 أصبحت الصين طرفا في استشاريا في معاهدة القطب الجنوبي مما أعطاها حق الرأي في المسائل المتعلقة بالقطب الجنوبي. وفي يونيو 1986 أصبحت الصين عضوا في اللجنة العلمية للابحاث في القطب الجنوبي. تم توسعه المحطة لتشغل مساحة 2.5 كيلومتر مربع وتضم 10 أماكن الإقامة، والبحث العلمي، ومراقبة الأرصاد الجوية، وتوليد الكهرباء ومباني التخزين.

## محطة ابحاث تشونغشان
تشونغشان هي محطة الابحاث الثانية للصين سميت بأسم الدكتور صن يات صن (سون تشونغشان) المعروف بوالد الصين الحديثة. وتم الانتهاء من بنائها في 26 فبراير 1989. تقع المحطة على الساحل الجنوب الشرقى لخليج بريد على تلال ارسيمان على بعد مئات الكليومترات من الجرف الجليدى ( العامرى ) وجبال الأمير تشارلز جنوب غرب ( 69o22′24″S, 76o22′40″E ) مما يحعلها مكان مثالى لابحاث الفلكيات الجوية وبحوث الشفق. و تحقيقات في علم الجليد والجيوفيزياء والأرصاد الجوية والموارد المعدنية. تعمل محطة تشونغشان أيضا كمركز للأبحاث الجيولوجية وأبحاث الصين الداخلية للصفائح الجليدية وكذلك قاعدة لجمع عينات النيزك. المحطات التي بنيت واحدة تلو الأخرى ساعدت المحطة الصين في إجراء ابحاث في عمق القطب الجنوبي.
في 1989 أسست الصين معهد بحوث القطبية في شنغهاي وهي توفر منصة متقدمه لابحاث القطب الجنوبي كما أنها مركز دعم لوجيستى لفرق بحث القطب الشمالى والجنوبي.

## محطة ابحاث كونلون
في يناير 2009 اسست الصين محطة كونلون للابحاث في القبة أ اعلى ارتفاع في القطب الجنوبي 4087 متر وتستطيع المحطة استيعاب من 15 إلى 20 شخصا في الصيف وهي مركز متقدم للابحاث في عمق القارة القطبيه الجنوبية

## السفن

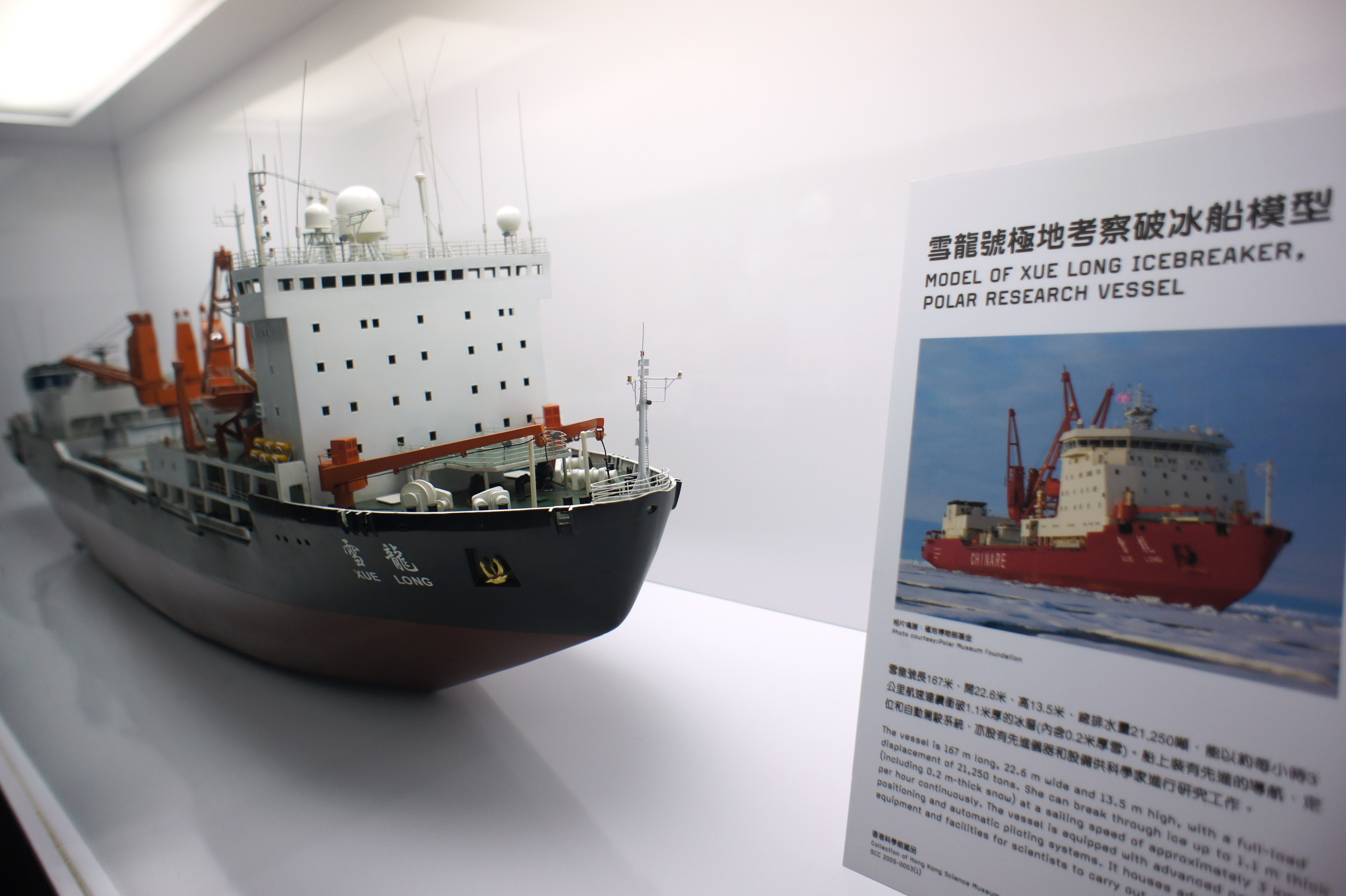
Icebreaker "Snow Dragon" Xue Long / 雪龙 (Xuělóng), China/中国

منذ 1984 امتلكت الصين خمس سفن للبعثات وهي
1. ( Xiangyanghong ) رقم 10
2. J121
3. هاييانغ ( Haiyang ) رقم 4
4. جايدى ( Jidi )
5. شيويهلونغ ( Xuelong ) أو التنين الثلجى

شيويهلونغ ( Xuelong ) أو التنين الثلجى الذي تم تحديثه مرتين وهو الآن احدث سفن كاسرات الجليد الصينية وتم تزويدها بنظم الملاحة والتوجيه وأنظمة الطيار الآلي ومختبرات العلوم البحرية المتقدمة. كما تمتلك شيويهلونغ منصة وحظيرة كبيرة بما يكفي لطائرتي هليكوبتر. وتم ادخالها الخدمة بدلا من جايدى ( Jidi ) في 1994
اشترات الصين شيويهلونغ من اكورنيا وقامت بتحوليها إلى سفينه ابحاث القطب الجنوبي باستشمارات 31 مليون يوان

## التقدم في القارة القطبية الجنوبية
تستوعب محطات الصين الحائط العظيم وتشونغشان 60 شخصا للبحوث الصيفيه و 20 للاستكشافات في فصل الشتاء، وهناك خطط لتطوير وتوسيع كونلون لجعلها محطة دائمة تستوعب الباحثين خلال فصل الشتاء.
اراضى القارة القطبية الجنوبية مغطاة بالثلوج حتى في فصل الصيف في مناطق حجر الأساس حيث تجرى فيها أنشطة البحث العلمي، تحتل ما لا يزيد عن خمسة في المئة من المنطقة. وبالتالي هناك عالم مجهول حتى الآن على البشر في عمق الداخلي للقارة القطبيه الجنوبية مما دفع الصين في 18 ديسمبر عام 2013، لتعيين 30 من فريق البعثة العلمية الصينية للخروج للمناطق الداخلية للقطب الجنوبي، هدفهم يتمثل في اقامة الهيكل الرئيسي لتايشان - رابع محطة أبحاث علميه للصين -
تقع شرق القطب الجنوبي على ارض الاميرة إليزابيث، على بعد 522 كم من محطة تشونغشان , 715 كم من محطة كونلون ,5 كلم من جبال غروف، تايشان هي محطة موسمية يمكن أن تستوعب 20 عالما للبحوث في فصل الصيف. ويمكن أيضا ان تستخدمها محطة كونلون بمثابة محطة تقوية لتوفير الدعم اللوجستي للتحقيقات العلمية على المقاطع العرضية من الصفائح الجليدية بين المحطات تشونغشان وكونلون وفقا لقائد البعثة 30 للقطب الجنوبي ليو شينلين Liu Shunlin تايشان يمكن أيضا أن تكون بمثابة قاعدة للبحث العلمي في جبال غروف - منطقة مكتشفة حديثا غنية بالنيازك التي توفر الموارد الثمينة لتعلم المزيد حول الجغرافيا والأنهار الجليدية. وبناء تايشان توسع نطاق تنقيب الصين في القطب الجنوبي.
في عام 1984، كتب دنغ شياو بينغ نقاش لأول فريق بعثة صينيه للقطب الجنوبي حول «لجعل الاشتراكات المستحقة عن الاستخدام السلمي للمناطق القطبية» , في السنوات ال 30 الماضية، واصلت الصين هذا الهدف ومتقدمة في مجال البحوث القطبية. قدم العلماء الصينيين تحقيقات مفصلة وملاحظات على حملاتهم الاستكشافية. وقد ساعدت إنجازاتهم الناس في كل مكان لفهم القطب الجنوبي، وأيضا قدمت مساهمات كبيرة في الاستخدام السلمي للبشرية لهذه الأرض.

## تاريخ البعثات الصينية
| رقم البعثة       | السفر | العودة |
| ---------------- | ----- | ------ |
| الاولى           | 1984  | 1985   |
| الثانية          | 1985  | 1986   |
| الثالثة          | 1987  | 1988   |
| الرابعة          | مثال  | مثال   |
| الخامسة          | 1988  | 1989   |
| السادسة          | مثال  | مثال   |
| السابعة          | مثال  | مثال   |
| الثامنة          | مثال  | مثال   |
| التاسعة          | مثال  | مثال   |
| العاشرة          | مثال  | مثال   |
| الحادية عشر      | مثال  | مثال   |
| الثانية عشر      | مثال  | مثال   |
| الثالثة عشر      | مثال  | مثال   |
| الرابعة عشر      | مثال  | مثال   |
| الخامسة عشر      | مثال  | مثال   |
| السادسة عشر      | مثال  | مثال   |
| السابعة عشر      | مثال  | مثال   |
| الثامنة عشر      | مثال  | مثال   |
| التاسعة عشر      | مثال  | مثال   |
| العشرين          | مثال  | مثال   |
| الواحدة والعشرين | مثال  | مثال   |
| الثانية والعشرين | مثال  | مثال   |
| الثالثة والعشرين | مثال  | مثال   |
| الرابعة والعشرين | مثال  | مثال   |
| الخامسة والعشرين | مثال  | مثال   |
| السادسة والعشرين | مثال  | مثال   |
| السابعة والعشرين | مثال  | مثال   |
| الثامنة والعشرين | مثال  | مثال   |
| الثاسعة والعشرين | مثال  | مثال   |
| الثلاثين         | مثال  | مثال   |